# Cardioglossa nigromaculata
Cardioglossa nigromaculata – gatunek płaza bezogonowego z rodziny artroleptowatych (Arthroleptidae). Występuje wyłącznie w Kamerunie i Nigerii.

## Taksonomia
Uznawana dawniej za podgatunek tego gatunku populacja z Demokratycznej Republiki Konga została w 2015 roku podniesiona do rangi gatunku Cardioglossa inornata.

## Występowanie
Gatunek zamieszkuje niewielki obszar w południowo-wschodniej Nigerii przy granicy z Kamerunem i część zachodniego Kamerunu. Preferuje niskie wysokości (100–300 m n.p.m.).
Siedlisko tego płaza stanowią wilgotne nizinne lasy, radzi sobie także w środowiskach zdegradowanych. Osobniki znajdowano w podszycie w pobliżu cieków wodnych.

## Rozmnażanie
Rozwój larwalny przebiega w środowisku wodnym.

## Status zagrożenia i ochrona
W Czerwonej księdze gatunków zagrożonych IUCN płaz ten klasyfikowany jest jako gatunek najmniejszej troski (LC, ang. Least Concern).
Gatunek jest dość pospolity, jednakże jego liczebność spada.
Zagrożenie dla tego zwierzęcia stanowi utrata siedlisk leśnych spowodowana przez rolnictwo, urbanizację i pozyskiwanie drewna.
Zwierzę zasiedla Park Narodowy Korup w Nigerii oraz rezerwat Ebo Forest Reserve w Kamerunie.